# PNC Bank Building (Columbus)
PNC Bank Building tiene un rascacielos de 97 m en Capitol Square en la ciudad de Columbus, la capital del estado de Ohio (Estados Unidos). Fue terminado en 1977 y tiene 24 pisos. Es el decimoquinto edificio más alto de Columbus. El edificio fue diseñado por Skidmore, Owings & Merrill y sigue un estilo arquitectónico moderno.